# Tropisch fruit

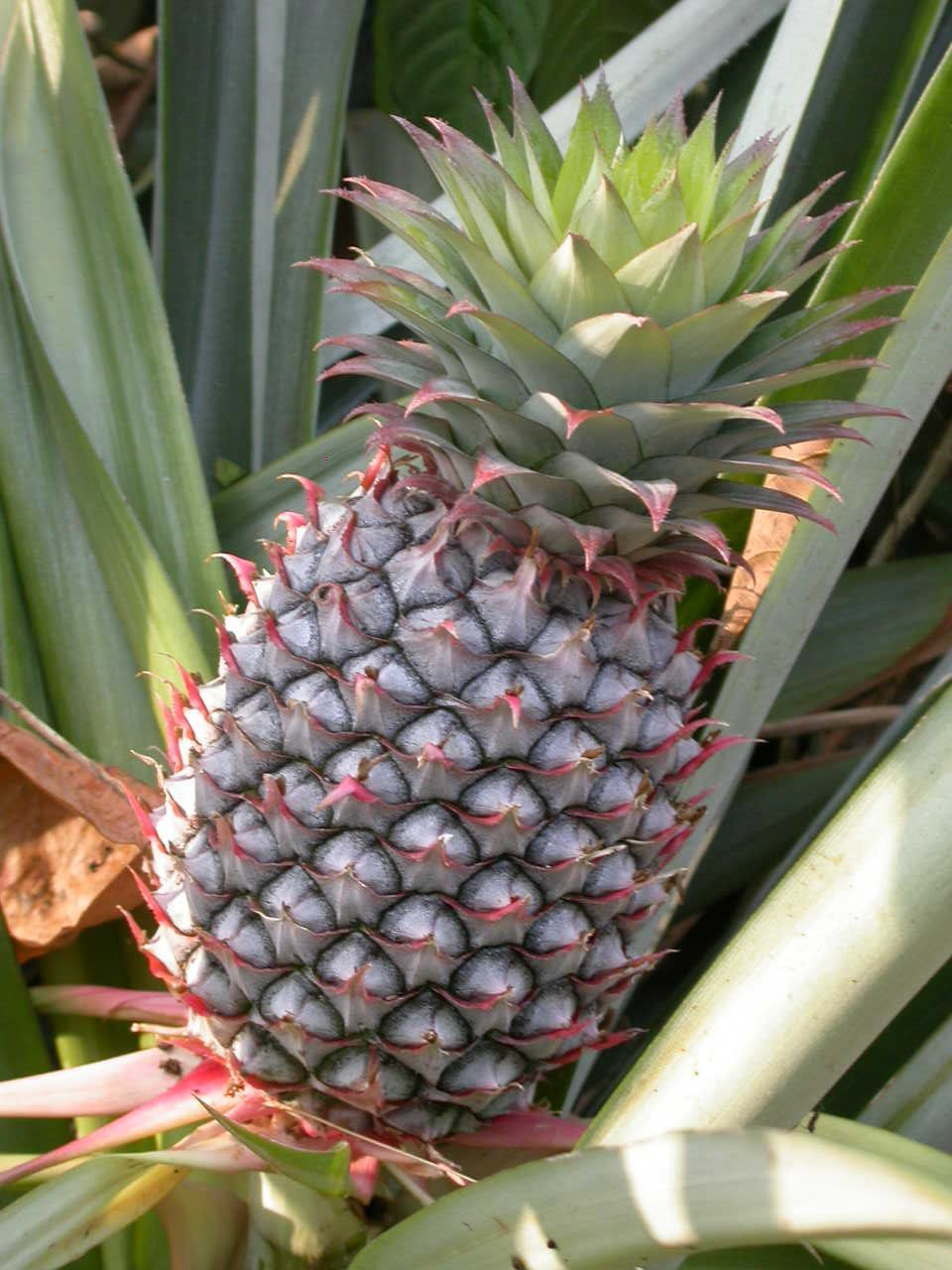
Ananas

Tropisch fruit of exotisch fruit is fruit dat afkomstig is uit (sub)tropische streken. Tropische vruchten groeien aan planten die in een tropisch klimaat gedijen. Ze kunnen niet tegen vorst.
Tropisch fruit wordt in Europa vaak aangevoerd uit (sub)tropische landen, omdat in gematigde streken de omstandigheden ontbreken om deze soorten te kweken. Sommige tropische vruchten zijn in Europa relatief onbekend omdat ze te kwetsbaar zijn om over lange afstanden te worden vervoerd. In de loop van de tijd kunnen van tropische vruchten meer koudetolerante rassen worden ontwikkeld of glastuinbouw wordt toegepast om soorten te kweken, zodat ze niet meer uit verre streken hoeven worden ingevoerd.

## Voorbeelden
- ananas
- avocado
- banaan
- kokosnoot
- lychee
- papaja
- guave
- mango
- meloen
- doerian
- longan
- salak
- ambarella
- tamarillo
- mangistan
- zuurzak
- ramboetan
- açai
- cherimoya
- passievrucht